# Froideconche
Froideconche település Franciaországban, Haute-Saône megyében. Lakosainak száma 1974 fő (2022. január 1.). Froideconche Breuchotte, Esboz-Brest, Luxeuil-les-Bains, Raddon-et-Chapendu, Saint-Sauveur és Fougerolles-Saint-Valbert községekkel határos.

## Népesség
A település népességének változása:
| Lakosok száma | 1987 | 1987 | 2026 | 1980 | 1985 | 1990 | 1987 | 1981 | 1974 |
|               | 2013 | 2015 | 2016 | 2017 | 2018 | 2019 | 2020 | 2021 | 2022 |